# Konstandinos Karakatsanis
Konstandinos Karakatsanis (grec: Κωνσταντίνος Καρακατσάνης, n. 1877, Atenes - ?) fou un atleta grec.
Va competir als Jocs Olímpics d'Estiu de 1896 en la categoria dels 1500 metres. Va quedar en les vuit últimes posicions, tot i que la seva posició és desconeguda.